# Vihollinen
Vihollinen med Tamkari är en ö i Finland. Den ligger i Skärgårdshavet och i kommunen Nådendal i den ekonomiska regionen  Åbo ekonomiska region i landskapet Egentliga Finland, i den sydvästra delen av landet. Ön ligger omkring 29 kilometer väster om Åbo och omkring 180 kilometer väster om Helsingfors.
Öns area är 3,9 hektar och dess största längd är 390 meter i nord-sydlig riktning.

## Sammansmälta delöar
- Vihollinen 60°26′52″N 21°44′36″Ö / 60.44785°N 21.74338°Ö
- Tamkari 60°26′46″N 21°44′30″Ö / 60.44614°N 21.74156°Ö

## Klimat
Inlandsklimat råder i trakten. Årsmedeltemperaturen i trakten är 5 °C. Den varmaste månaden är augusti, då medeltemperaturen är 17 °C, och den kallaste är januari, med −6 °C.